# 相模原市立宮上小学校
相模原市立宮上小学校（さがみはらしりつ みやかみしょうがっこう）は、神奈川県相模原市緑区橋本4丁目にある公立小学校。

## 沿革
- 1979年（昭和54年）
  - 4月 - 旭小学校より分離し、開校。校舎落成と開校の両式典挙行。また、4月25日を開校記念日と定めた。
  - 5月 - 開校記念植樹。プール完成。
- 1980年（昭和55年）2月 - 校章・校歌制定記念式典挙行。
- 1982年（昭和57年）3月 - 東側校舎増築（普通教室4・図書室1）。
- 1984年（昭和59年）1月 - 創立5周年記念式典挙行。
- 1988年（昭和63年）
  - 3月 - 屋外便所設置。
  - 7月 - 創立10周年記念校歌碑除幕式挙行。
- 1990年（平成2年）12月 - 校庭ソフトマイクシステム設置。
- 1991年（平成3年）
  - 1月 - パソコン教室設置。
  - 11月 - パソコン機器設置。
- 1993年（平成5年）4月 - 宮上小水園（生活科関連）完成。
- 1997年（平成9年）4月 - C21研究・総合学習開始。
- 2008年（平成20年）11月 - 創立30周年記念式典挙行し、祝賀行事開催。
- 2014年（平成26年）3月 - 体育館改修工事。
- 2015年（平成27年）3月 - 給食受入室完成。27年度はセンター給食に。
- 2016年（平成28年）9月 - 給食室改修終了。
- 2018年（平成30年）
  - 4月 - 創立40周年記念式典挙行。
  - 10月 - 空調機設置とトイレ改修工事終了。
- 2020年（令和2年）3月 - この月から5月まで、新型コロナウイルス感染症予防のため、臨時休校の措置を採った（ただし卒業式と始業式及び入学式は実施）。
- 2021年（令和3年）7月 - この月から9月まで、A棟3・4階とB棟トイレ改修。
- 2022年（令和4年）7月 - この月から9月まで、A棟1・2階改修。
- 2023年（令和5年）
  - 5月 - プール改修。
  - 7月 - この月から9月まで、A棟外壁改修。

## 通学区域
- 相模原市緑区[1]
  - 橋本3丁目
  - 橋本4丁目
  - 東橋本1丁目
  - 東橋本2丁目
  - 東橋本3丁目
  - 東橋本4丁目

## 進学中学校
- 相模原市緑区[2]
  - 相模原市立旭中学校

## 周辺
- 境川 - 神奈川・東京都県境の川。
- 相模原市消防局北消防署

## アクセス
- 神奈川中央交通「橋52」系統で、「小山幸町」停留所から、学校正門まで、
  - のりば1（橋本駅北口行）のりばから、徒歩約415メートル・約6分。
  - のりば2（相模原駅北口行）のりばから、徒歩約400メートル・約6分。